# Rot-Weiß München

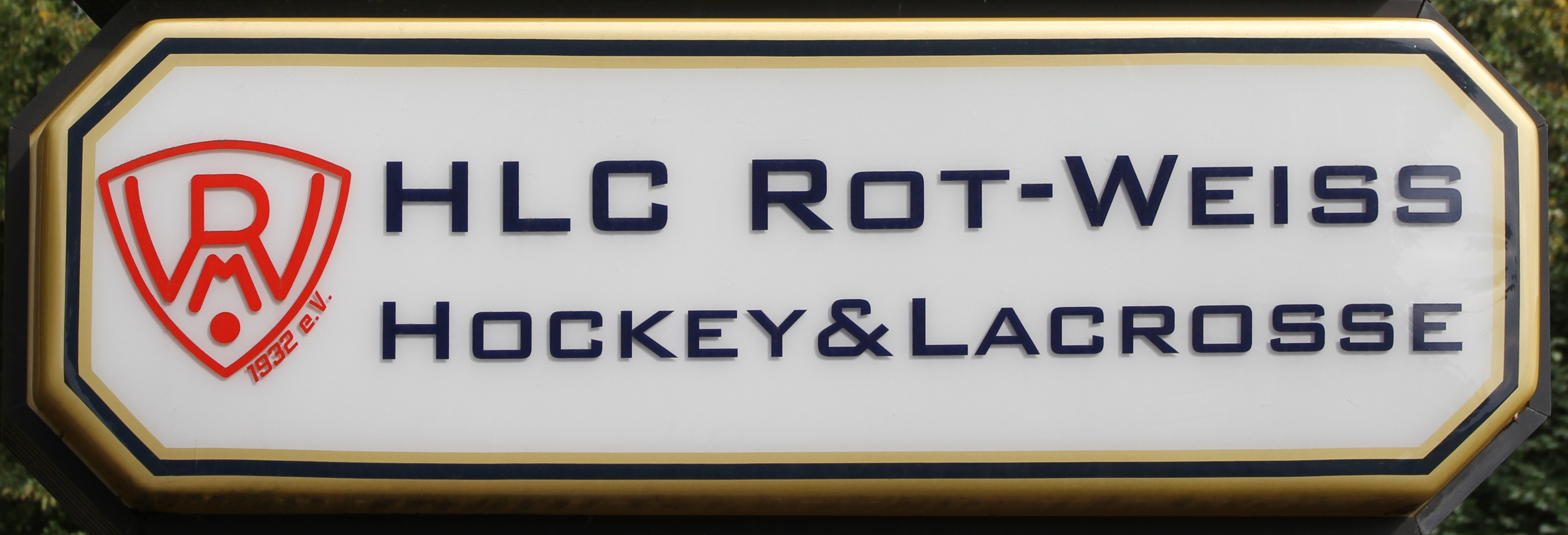
Tafel am Vereinsgelände

Der Hockey Lacrosse Club Rot-Weiß München aus dem Münchner Stadtteil Sendling wurde 1932 gegründet und hat heute ungefähr 400 Mitglieder, davon 210 Kinder und Jugendliche. Das Clubgelände befindet sich im Westpark eingebettet am Grasweg und verfügt über einen Kunstrasen- und einen Naturrasenplatz. Der Kunstrasen war der erste in Bayern überhaupt.
2007 schloss sich der Lacrosse Club München als eigene Abteilung dem damaligen HC Rot-Weiß an, was 2008 zur Namensänderung in HLC Rot-Weiß München führte.

## Hockey

### Herren
| Europapokalbilanz Herren Feld |                 |        |       |       |
| Jahr                          | Wettbewerb      | Niveau | Platz | Ort   |
| 1992                          | Cup Winners Cup | 1      | 5     | Vught |

Die Herren gehörten schon Anfang der siebziger Jahre der Bundesliga an und spielten von 1991 bis zu den Abstiegen 2004 ununterbrochen in der Feldhockey-Bundesliga und in der Hallenhockey-Bundesliga. In der Halle ist der Verein inzwischen wieder Bundesligist, auf dem Feld in der 2. Bundesliga Süd. Der größte Erfolg war der Gewinn der Deutschen Hallen-Meisterschaft 2001, die 2002 zur Teilnahme am Europapokal berechtigte, in dem der dritte Platz belegt wurde. Aktuell bekanntester Spieler ist der mit weit über 300 Länderspielen deutsche Rekordnationalspieler Philipp Crone, der 2002 und 2006 Weltmeister wurde und bei den Olympischen Sommerspielen in Athen 2004 die Bronzemedaille gewann.
Aktuell spielen die Herren im Feld in der Oberliga Bayern sowie in der Halle in der 2. Regionalliga Süd.

### Damen
Die Damen standen 1969 im Deutschen Endspiel gegen Eintracht Braunschweig und spielten kurzzeitig auch in der Bundesliga. Inzwischen spielt das Team auf dem Feld in der Oberliga Bayern sowie in der Halle in der 1. Verbandsliga Südbayern.

### Jugend
Der Verein verfügt über 21 Jugend-Mannschaften. Diese konnten im Laufe der Zeit über 80 Bayerische Meisterschaften, sieben Süddeutsche Meistertitel, mehrere Deutsche Vizemeistertitel und als Höhepunkt 1984 die Deutsche Meisterschaft der männlichen Jugend A für den Verein erringen. Auch viele Jugend- und Junioren-Nationalspielern brachte Rot-Weiß hervor, dabei zuletzt Victor Graumann und David Negenborn.

### Nationalspieler und Nationalspielerinnen von Rot-Weiß München
| Herren             | Zeitraum | Anzahl Spiele | Damen           | Zeitraum | Anzahl Spiele |
| ------------------ | -------- | ------------- | --------------- | -------- | ------------- |
| Stefan Tewes       | 1989-93  | 37            | Monika Lobacher | 1960     | 1             |
| Hermann Waldhauser | 1989-93  | 18            |                 |          |               |
| Michael Waldhauser | 1989-98  | 123           |                 |          |               |
| Nils Kowalczek     | 1996-05  | 34            |                 |          |               |
| Philipp Crone      | 1996-07  | 349           |                 |          |               |
| Renaldo Pöppel     | 1999     | 3             |                 |          |               |
| Nithan Sondhi      | 2001     | 1             |                 |          |               |

## Lacrosse
Seit 2007 hat Rot-Weiß München eine Lacrosse-Sparte, die aus dem Lacrosse Club München entstanden ist. Im gleichen Jahr wurde die Deutsche Meisterschaft bei Rot-Weiß München ausgetragen. Vor heimischem Publikum wurden die Damen Vize-Meister.
Das A-Team der Damen ist eine der erfolgreichsten Mannschaften im deutschen Lacrosse: Von 2009 bis 2011 wurde München dreimal in Folge Deutscher Meister. 2012 und 2013 scheiterte das Team jeweils im Finale gegen den DHC Hannover. Neben der ersten Mannschaft gibt es noch ein B-Team, das 2012/13 in der 1. Bundesliga Süd gespielt hat.
Das Herren A-Team wurde 2010 und 2012 Deutscher Meister. 2013 qualifizierte sich die Mannschaft ebenfalls für die Deutsche Meisterschaft, die in Köln ausgetragen wurde, und wurde dort Vierter.